# Mishkat Al-Moumin
Mishkat Al-Moumin (en arabe : مشكاة المؤمن Mishkāt al-Mū'min, également romanisé al-Mumin), née en 1974 à Beyrouth au Liban, est une avocate, femme politique, militante féministe et écologiste irakienne.
Avocate puis enseignante, fondatrice et directrice d'associations, elle obtient en 2003 que 25% des sièges de députés soient réservés aux femmes. Elle intègre le parti des Démocrates indépendants. 
Elle est nommée ministre de l'Environnement dans le gouvernement intérimaire irakien sous Iyad Allawi, de 2004 à 2005. Première à occuper ce poste, elle crée le ministère, en met en place l'administration, en organise et planifie les actions, lance des projets avec le Programme des Nations unies pour l'environnement et avec la Banque mondiale, et publie l'état environnemental de l'Irak.
Ses actions en faveur des droits des femmes lui valent des menaces de mort et plusieurs tentatives d'assassinat. Elle quitte alors l'Irak pour les États-Unis où elle enseigne.

## Biographie

### Jeunesse et formation
Mishkat al-Moumin naît à Beyrouth au Liban, mais déménage plus tard avec sa famille en Irak. Son père y est maître de conférences à l'Institut des Beaux-Arts de Bagdad. 

### Formation, avocate, enseignante
Mishkat al-Moumin obtient sa maîtrise ès arts et son doctorat, diplômes décernés par l'université de Bagdad. Mishkat al-Moumin commence sa carrière en tant qu'avocate, membre du barreau et superviseur du bureau du bâtonnier irakien. Elle rejoint en 2001 la faculté de droit de l'Université de Bagdad en tant que maître de conférence sur les droits de l'homme, poste qu'elle occupe jusqu'en 2004.

### Fondatrice et responsable d'associations, droits des femmes
Mishkat Al-Moumin est la fondatrice et la directrice de l'Association des femmes et de l'environnement. Elle devient aussi la directrice des questions féminines à la Free Iraq Foundation,. Elle obtient en 2003 que 25% des sièges de députés soient réservés aux femmes.

### Ministre de l'Environnement
Membre du parti des Démocrates indépendants irakiens (IID), Mishkat al-Moumin intègre en juin 2004 le gouvernement intérimaire irakien de Iyad Allaoui. Elle devient la première ministre de l'Environnement du pays.
Partant de rien, elle crée complètement ce nouveau ministère, met en place toute l'administration, en organise et planifie les actions et le fonctionnement,. Elle lance des projets environnementaux avec le Programme des Nations unies pour l'environnement comme avec la Banque mondiale. Sous sa direction, son ministère publie le premier rapport sur l'état environnemental de l'Irak.

### Menaces de mort, tentatives d'assassinat, exil
Les positions et les actions de Mishkat al-Moumin en faveur des droits des femmes provoquent la colère du djihadiste Abu Musab al-Zarqawi. Il la qualifie de « chef des infidèles » et lui manifeste des menaces de mort, disant après le premier attentat contre elle : « nous l'aurons la prochaine fois ».
Elle échappe à une première tentative d'assassinat en août 2004. Pendant qu'elle traverse Qadisia, une voiture piégée frappe son convoi, tuant sur le coup quatre de ses gardes du corps, qui étaient dans la voiture suivant la sienne,. 
Après de nouvelles tentatives d'assassinat, elle part s'établir aux États-Unis en 2005.

### Enseignante aux États-Unis
Réfugiée aux États-Unis, Mishkat al-Moumin y obtient en 2006 une maîtrise en administration publique de l'université Harvard.
L'université George-Mason la nomme professeure adjoint d'études environnementales en 2006. Elle est également membre de l'Environmental Law Institute.